# کومسومولسک (شهرستان خایبولینسکی، باشقیرستان)
کومسومولسک (انگلیسی: Komsomolsk, Khaybullinsky District, Republic of Bashkortostan) یک شهرک در شهرستان خایبولینسکی استان باشقیرستان کشور روسیه است.